# Канаши
Канаши — село в Шадринском районе Курганской области, год основания — 1662. До преобразования в декабре 2021 года муниципального района в муниципальный округ административный центр Канашского сельсовета.

## Население
| 1869  | 1904  | 1989  | 2002  | 2010  | 2012  | 2013  |
| ----- | ----- | ----- | ----- | ----- | ----- | ----- |
| 2269  | ↗2613 | ↘2025 | ↘1628 | ↘1450 | ↘1419 | ↘1392 |
| 2014  | 2015  | 2016  | 2017  | 2018  | 2019  | 2020  |
| ↘1391 | ↗1403 | ↘1402 | ↗1403 | ↘1400 | ↗1405 | ↘1392 |

По данным переписи 1926 года в селе проживало 3146 человек (1468 мужчин и 1678 женщин), в том числе: русские составляли 100 % населения.
Село расположено на берегу реки Канаш (верхний приток Исети).
Застройка преимущественно одноэтажная усадебная. В центральной части — кварталы многоквартирных секционных домов. Село имеет собственную школу, библиотеку, стадион.
Канаши условно поделены на две части — старую и новую, в первой больше частных домов, а во второй — многоквартирных благоустроенных.

## История
Село основано в 1662 году. В 1805 году в селе был освящён храм в честь святого великомученика Димитрия Солунского. Население занималось сельским хозяйством, выделкой кож, производили ковры, керамику и кирпич.
До 1917 года центр Канашской волости Шадринского уезда Пермской губернии. По данным на 1926 год село Канашское состояло из 715 хозяйств. В административном отношении являлось центром Канашского сельсовета Шадринского округа Уральской области.

## Промышленность
В с. Канаши располагаются предприятие «Сервис-Кировец» (ремонт тракторов, двигателей, коробок передач сельскохозяйственной техники) и ковровая фабрика.
В. П. Бирюков в 1926 году отмечал в Канашах 22 промышленных заведения.
В 1932 году МТС из Хлызово перевели в Канаши. В то время в селе было четыре колхоза: «Вольный пахарь», «Революционер», «Коминтерн» и имени Молотова. Всех, кто занимался промыслами, объединили в две артели: «Гигант», в которой выделывали кожи и шили обувь, и имени Крупской — прядильно-ткацкую, которая дошла и до наших дней. Другие промыслы не сохранились.